# LIVE〜LEGEND 1999&1997 APOCALYPSE
『LIVE〜LEGEND 1999&1997 APOCALYPSE』（ライブ〜レジェンド・イチキュウキュウキュウ・アンド・イチキュウキュウナナ・アポカリプス）は、BABYMETALの2作目の映像作品。

## 概要
2013年に開催されたワンマンライブ2公演の模様を収めており、2014年10月29日にDVD版、Blu-ray版の2形態で発売された。また、メンバーズサイト「BABYMETAL APOCALYPSE WEB」会員限定で数量限定販売の「BABYMETAL APOCALYPSE LIMITED BOX」版（Tシャツ2種とフォトパネルなどが付属）もリリースされた。

## プロモーション
西武新宿駅前のユニカビジョンにて、リリース前後の10月23日から11月2日にかけてBABYMETALの特集が展開され、当映像作品から「ギミチョコ!!」、「ヘドバンギャー!!」、「紅月 -アカツキ-（Unfinished ver.）」、「イジメ、ダメ、ゼッタイ」がフルサイズで上映されたほか、タワーレコード新宿店のオリジナル企画「NO MUSIC, NO IDOL?」のコラボレーションポスター第70弾に起用された。

## 収録内容
- LEGEND“1999” YUIMETAL & MOAMETAL聖誕祭 2013/6/30 at NHKホール （75分）
  1. BABYMETAL DEATH
  2. いいね!
  3. 君とアニメが見たい 〜Answer for Animation With You
  4. ウ・キ・ウ・キ★ミッドナイト
  5. ちょこっとLOVE -BIG TIME CHANGES ver.-
  6. LOVEマシーン -FROM HELL WITH LOVE ver.-
  7. おねだり大作戦
  8. NO RAIN, NO RAINBOW
  9. Catch me if you can
  10. ド・キ・ド・キ☆モーニング
  11. メギツネ
  12. イジメ、ダメ、ゼッタイ
-ENCORE-
  13. 紅月-アカツキ-
  14. ヘドバンギャー!!

- LEGEND“1997” SU-METAL聖誕祭 2013/12/21 at 幕張メッセ イベントホール （82分）
  1. ヘドバンギャー!! -Night of 15 mix-
  2. ド・キ・ド・キ☆モーニング
  3. いいね!
  4. 魂のルフラン
  5. ウ・キ・ウ・キ★ミッドナイト
  6. ギミチョコ!!
  7. 君とアニメが見たい 〜Answer for Animation With You
  8. メギツネ
  9. イジメ、ダメ、ゼッタイ
-ENCORE-
  10. おねだり大作戦
  11. Catch me if you can
  12. ヘドバンギャー!!
  13. 紅月-アカツキ-（Unfinished ver.）
  14. BABYMETAL DEATH

## 参加ミュージシャン
神バンド（バックバンド）
LEGEND“1999” YUIMETAL & MOAMETAL聖誕祭
※8〜14曲目のみ
- メンバー
  - 大村孝佳 - ギター
  - Leda - ギター
  - BOH - ベース
  - 青山英樹 - ドラムス

LEGEND“1997” SU-METAL聖誕祭
※10〜12、14曲目のみ
- メンバー
  - Leda - ギター
  - 藤岡幹大 - ギター
  - BOH - ベース
  - 青山英樹 - ドラムス